# ورم أولي
الورم الأولي (بالإنجليزية: Primary tumor)‏ هو ورم ينمو في الموقع التشريحي الذي بدأ تطوره فيه وتواصل لإنتاج كتلة سرطانية. تتطور معظم السرطانات في موقعها الأولي (الأساسي) ولكنها بعد ذلك تنبث أو تنتشر لأجزاء أخرى من الجسم. تسمى الأورام الإضافية بالأورام الثانوية.
تبقى تسمية معظم السرطانات حسب موقعها الأولي حتى بعد أن ينتشر إلى أجزاء أخرى من الجسم مثل سرطان الثدي وسرطان الرئة. يطلق اسم سرطان مجهول المصدر الأولي عندما توجد أورام ثانوية ولكن لا يمكن تحديد الموقع الأولي الأصلي لها.